# Bugarska na Pjesmi Eurovizije
Bugarska se na Pjesmi Eurovizije prvi put pojavila 2005. i nije prošla u finale. Prvi put je prošla u finale 2007. i završila među top 5. Nakon 2022. godine Bugarska se povlači s Pjesme Eurovizije na naredne tri godine zbog financijskih poteškoća.

## Predstavnici
- 2005.: Kaffe | Lorraine | nisu se plasirali u finale
- 2006.: Mariana Popova | Let Me Cry | nije se plasirala u finale
- 2007.: Elitsa Todorova & Stoyan Yankoulov | Voda | 5. mjesto
- 2008.: Deep Zone & Balthazar | DJ, Take Me Away | nisu se plasirali u finale
- 2009.: Krassimir Avramov | Illusion (Opsjena) | nije se plasirao u finale
- 2010.: Miro | Angel si ti | nije se plasirao u finale
- 2011.: Poli Genova | Na Inat | nije se plasirala u finale
- 2012.: Sofi Marinova | Love Unlimited | nije se plasirala u finale
- 2013.: Elitsa Todorova i Stoyan Yankoulov | Samo šampioni | nisu se plasirali u finale
- 2016.: Poli Genova | If Love Was a Crime | 4.mjesto
- 2017.: Kristian Kostov | Beatiful Mess | 2.mjesto
- 2018.: Equinox | Bones | 14.mjesto
- 2019.: odustali od natjecanja
- 2020.: Victorija Georgieva | Tears Getting Sober | natjecanje je otkazano
- 2021.: Victorija Georgieva | Growing Up Is Getting Old | 11. mjesto
- 2022.: Intelligent Music Project | Intention | nisu se plasirali u finale
- 2023.: odustali od natjecanja
- 2024.: odustali od natjecanja
- 2025.: odustali od natjecanja